# Basque
Basque az Amerikai Egyesült Államok északnyugati részén, Oregon állam Malheur megyéjében, a U.S. Route 95 mentén elhelyezkedő önkormányzat nélküli település.
Az 1880-as és 1930-as években baszk bevándorlók (főleg birkapásztorok) telepedtek itt le.

## Fordítás
- Ez a szócikk részben vagy egészben  a   Basque, Oregon című angol Wikipédia-szócikk ezen változatának fordításán alapul.  Az eredeti cikk szerkesztőit annak laptörténete sorolja fel. Ez a jelzés csupán a megfogalmazás eredetét és a szerzői jogokat jelzi, nem szolgál a cikkben szereplő információk forrásmegjelöléseként.